# Miroslav Tyrš
Miroslav Tyrš (Děčín, 17 settembre 1832 – Oetz, 8 agosto 1884) è stato un patriota e storico dell'arte ceco.

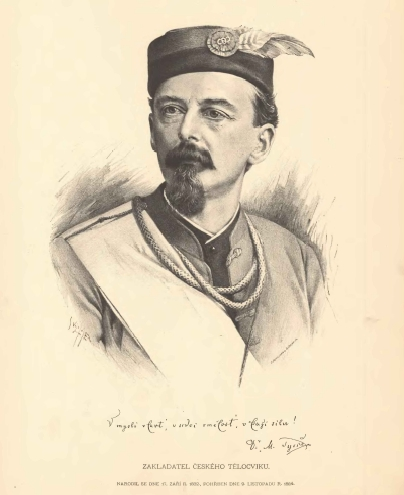
Miroslav Tyrš

Nato in una famiglia di origine tedesca il suo nome era Friedrich Emanuel Tirsch che successivamente volle modificare nella forma slava. Durante i suoi studi all'Università Carolina di Praga venne attratto dal Nazionalismo romantico e nel 1862 fondò con Jindřich Fügner il movimento Sokol, che diresse fino alla sua morte avvenuta in circostanze poco chiare in una località del Tirolo austriaco.